# Jawaharlal Nehru
Paṇḍit Jawaharlal Nehru (in hindī जवाहरलाल नेहरू, AFI: [ˈdʒəʋaːɦərˈlaːl ˈneːɦru]; Allahabad, 14 novembre 1889 – Nuova Delhi, 27 maggio 1964) è stato un politico indiano, primo ministro indiano dal 1947 al 1964 e una delle personalità politiche più in vista del mondo nella sua epoca. Erede spirituale di Gandhi, egli diede una fisionomia politica al movimento nazionalista della nonviolenza del grande capo spirituale dell'India, e seppe condurre felicemente in porto la battaglia per l'indipendenza.
Una volta conseguita l'indipendenza (1947), in politica estera Nehru assunse una posizione neutrale, intesa come indipendenza sia dal blocco occidentale sia da quello orientale. In tal senso egli divenne, con Gamal Abd el-Nasser e Josip Broz Tito, uno dei capi dei Paesi non allineati che raccoglieva Paesi la cui economia mostrava caratteri notevolmente distanti sia dal capitalismo liberista sia dallo statalismo di stampo sovietico, come era appunto il caso dell'India e, prima del suo dissolvimento, della Jugoslavia.
Successivamente Nehru riconobbe però che una posizione neutralista nei confronti del comunismo internazionale, di natura espansionista ed aggressiva, era scarsamente realista. L'aggressione subita dal suo Paese da parte della Cina lo indusse inoltre a rivolgersi ai Paesi facenti parte della NATO e a recedere in parte dalle sue posizioni neutraliste. In tema di politica interna, Nehru fu propugnatore di un forte intervento statale in materia economica, pur riconoscendo all'iniziativa privata la principale funzione propulsiva per un reale armonico progresso economico e civile.

## Biografia

### Primi anni
Jawaharlal Nehru nacque a Allahabad, nell'Uttar Pradesh, il 14 novembre 1889 da una famiglia di Paṇḍit originaria del Kashmir, membri della casta dei Brahmini. Suo padre era Motilal Nehru (1861-1931), indipendentista indiano e presidente del Congresso Nazionale Indiano tra il 1919 e il 1920 e il 1928-1929. Sua madre era Swaroop Rani (1863-1954). Fu educato in India e Regno Unito. In Gran Bretagna frequentò la scuola maschile Harrow e il Trinity College di Cambridge. Durante il suo soggiorno nel Regno Unito era conosciuto anche come Joe Nehru.
Il 7 febbraio 1916, Nehru sposò la sedicenne Kamala Kaul. Nel primo anno di matrimonio, Kamala diede alla luce la loro unica figlia, Indira Priyadarshini. Al suo ritorno in India, venne convertito alla causa indipendentista indiana dall'incontro con Mohandas Gandhi, detto "il Mahatma", di cui divenne segretario nel 1917. Nel 1922, partecipò per la prima volta alle azioni di disobbedienza civile contro l'amministrazione coloniale britannica, finendo incarcerato. Scontò molte altre pene detentive, che lo consacrarono come il leader del movimento dell'indipendenza insieme a Gandhi. Entrò nell'Indian National Congress, di cui guidò l'ala di sinistra, di tendenza socialista. Fu membro della Società teosofica.

### Successore di Gandhi
Il 15 gennaio 1941 Gandhi disse: "Alcuni dicono che Pandit Nehru ed io ci eravamo allontanati. Ci vorrà più che una differenza di opinione per allontanarci. Noi abbiamo avuto differenze fin dal tempo in cui iniziammo a lavorare insieme ed ho già detto per diversi anni e dico così adesso che non Rajaji, ma Jawaharlal sarà il mio successore".

### Vita politica
Nehru e i suoi colleghi furono liberati quando la British Cabinet Mission giunse per proporre i piani per il trasferimento di poteri. Una volta eletto, Nehru guidò un governo ad interim che venne indebolito da episodi di violenza comune e disordini politici e anche dall'opposizione della Lega Musulmana Panindiana (All India Muslim League) di Muhammad Ali Jinnah che reclamava la creazione di uno stato separato per i musulmani. Dopo falliti tentativi di formare coalizioni, Nehru, a malincuore, accettò la partizione dell'India, secondo un programma realizzato dai britannici il 3 giugno 1947.
Nehru diventò Primo ministro dell'India nel giorno dell'indipendenza, il 15 agosto 1947. Il suo discorso inaugurale si intitolava "Appuntamento con il destino" (Tryst with destiny):
"Molti anni fa abbiamo fissato un appuntamento con il destino e ora è arrivato il momento in cui potremo riscattare il nostro impegno, non del tutto o in piena misura, ma in maniera molto consistente. Allo scoccare della mezzanotte, quando il mondo dorme, l'India si sveglierà alla vita e alla libertà. Raramente arriva un momento nella storia, quando usciamo dal vecchio ed entriamo nel nuovo, quando un'epoca finisce, e quando l'anima di una nazione, a lungo repressa, trova il potere d'esprimersi. È giusto che in questo momento solenne, prendiamo l'impegno di dedizione al servizio dell'India e del suo popolo e alla causa ancora più grande dell'umanità".
Negli anni che seguirono l'indipendenza, Nehru affidò alla figlia Indira molti dei suoi affari personali. Con la sua leadership, il Congresso ottenne una schiacciante maggioranza nelle elezioni del 1952. Indira si trasferì nella residenza ufficiale del padre e lo accompagnò nei suoi viaggi in India e all'estero.

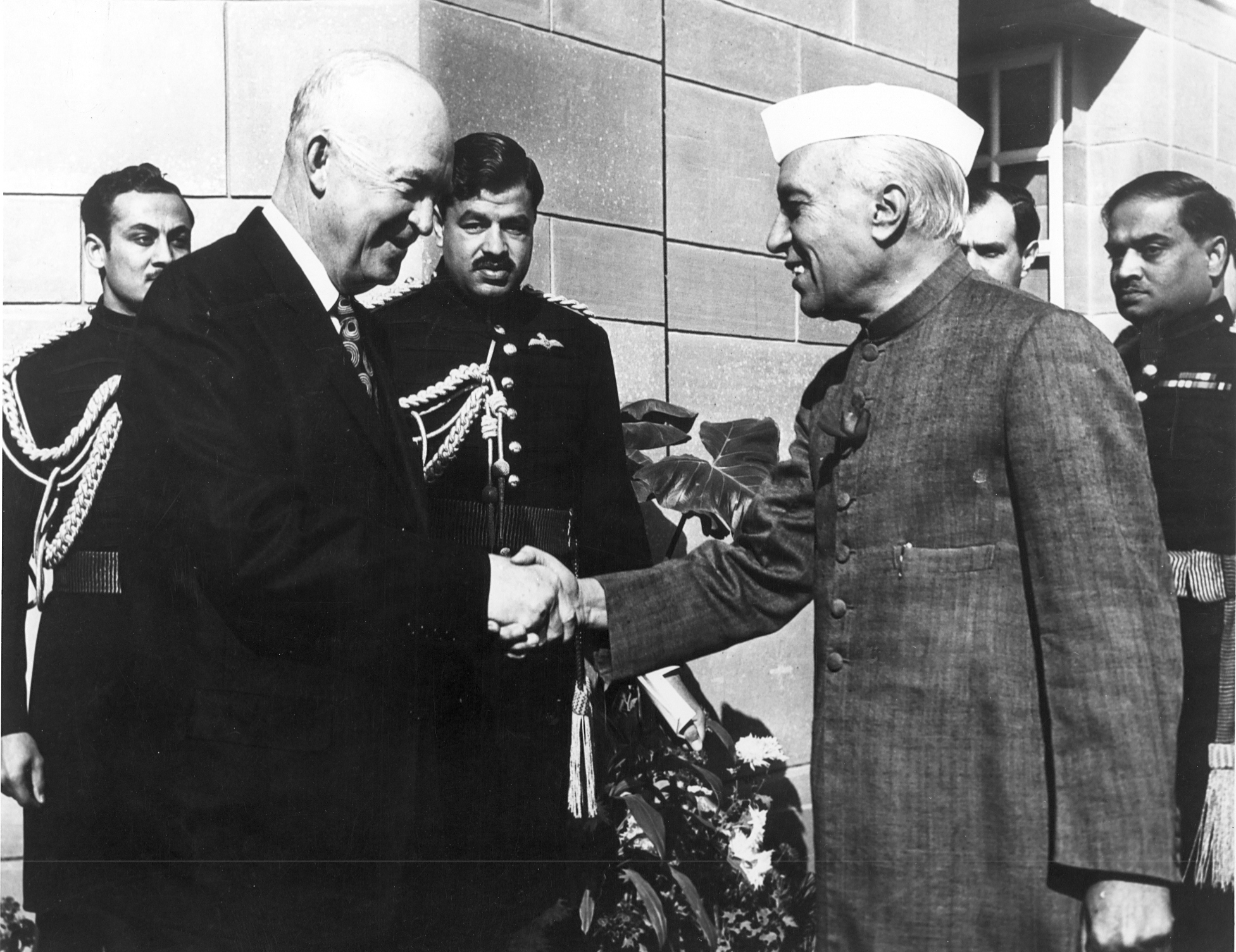
Jawaharlal Nehru e il presidente statunitense Dwight Eisenhower nel 1959.

### Politica economica
Nehru ha presieduto l'introduzione di una versione indiana modificata della pianificazione statale e controllo sull'economia. Creando la Commissione di pianificazione dell'India, Nehru redasse il primo piano quinquennale nel 1951, riguardo agli investimenti governativi nell'industria e nell'agricoltura. L'obiettivo di Nehru era un'economia mista con i settori strategici come le miniere, l'energia elettrica e l'industria pesante, sotto il controllo del governo e al servizio dell'interesse pubblico. Inoltre perseguì la ridistribuzione della terra e lanciò programmi per costruire canali di irrigazione, dighe e diffondere l'uso di fertilizzanti per incrementare la produzione agricola.
Sul piano della politica energetica, Nehru promosse la costruzione di dighe (che chiamava "i nuovi templi dell'India"), opere di irrigazione e la produzione di energia idroelettrica, il primo ministro lanciò anche il programma indiano per lo sfruttamento dell'energia nucleare.

### Sicurezza nazionale e politica estera

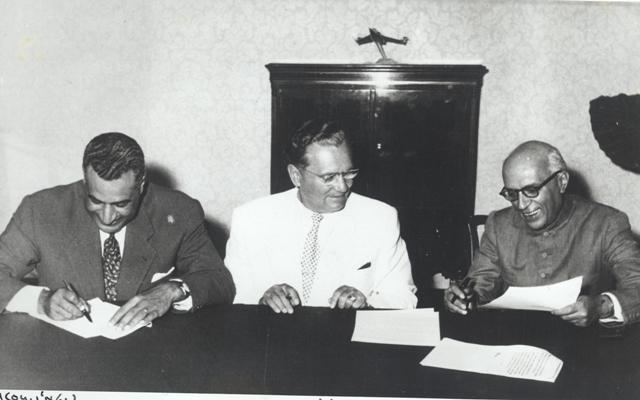
Nehru, Tito e Nasser al primo vertice del Movimento dei Paesi non allineati (1961)

Nehru guidò l'India indipendente dal 1947 al 1964, durante i primi anni di libertà dal dominio britannico. Un'alleanza con l'India era un obiettivo comune di Stati Uniti e Unione Sovietica nel corso della guerra fredda. Sulla scena internazionale Nehru fu un campione di pacifismo e deciso sostenitore delle Nazioni Unite. Aprì la strada alla politica di non allineamento e fu cofondatore del Movimento dei Paesi non allineati, al di fuori della logica USA-URSS. Riconoscendo la Repubblica Popolare Cinese subito dopo la sua fondazione, a differenza di molti dei Paesi del blocco occidentale che continuarono per oltre due decenni ad avere relazioni con la Repubblica di Cina, Nehru sostenne l'ammissione di Pechino nelle Nazioni Unite e si rifiutò di marchiare il vicino come l'aggressore nel conflitto coreano. Nehru sperava di agire come intermediario per colmare il divario e le tensioni tra gli Stati comunisti e il blocco occidentale.
Tuttavia, la guerra sino-indiana del 1962, che vide la Cina invadere il nord-est dell'India per ragioni territoriali, palesò la debolezza militare indiana, esacerbando le critiche nei confronti di Nehru che dovette accettare aiuti militari statunitensi.

### Scomparsa ed eredità
Nehru, costretto dalla salute cagionevole a diversi mesi di convalescenza in Kashmir, morì nelle prime ore del mattino del 27 maggio 1964 per un attacco cardiaco. Venne cremato secondo il rito indù sulle rive del fiume Yamuna, in una cerimonia che, come nel caso della morte di Gandhi, riunì a Delhi una folla commossa di centinaia di migliaia di persone. I frutti delle sue politiche maturarono negli anni a venire, quando alla guida del governo indiano si trovarono prima la figlia Indira e poi il nipote Rajiv.
L'apprezzamento delle virtù della democrazia parlamentare, della laicità e del liberalismo, assieme con la sua preoccupazione per i poveri, hanno fatto sì che le politiche di stampo socialista formulate da Nehru abbiano influenzato l'India fino ad oggi.